# 清宁都督府
清宁都督府，唐以党项部落所置羁縻都督府，初在今四川省阿坝藏族自治州东北部一带，隶灵州都督府。后侨治灵州（州治回乐县，今宁夏回族自治区灵武市西南）界。寻废。